# عبد الحميد الشامي
عبد الحميد عبد الله السيد الشامي وشهرته "عبد الحميد الشامي"، أحد أكبر علماء الصيدلة في مصر. ساهم في إنشاء العديد من كليات الصيدلة المصرية، فضلاً عن إسهاماته في تطوير مجال التصنيع الدوائي في مصر وخارج مصر أيضاً.

## دراسته
حصل على بكالوريوس العلوم الصيدلية في 1 أغسطس 1963، حصل على درجة الماجستير في 26 ديسمبر 1970 ثم حصل على الدكتوراة في 31 يوليو 1974.

## عمله
كان مؤخراً أستاذ الصيدلانيات والصيدلة الصناعية بصيدلة جامعة عين شمس، ووكيلاً أسبق للكلية. وهو أحد مؤسسي هيئة رقابة الدواء المصرية. كما أنه أحد أشهر من ساهموا في تأسيس علم الصيدلة الإكلينية في مصر.
ينسب إليه الفضل في تأسيس كلية الصيدلة في جامعة طنطا. بذل مجهوداً جباراً بأقل الإمكانات المتاحة حينها لتأسيس كلية صيدلة جامعة عين شمس.
عُرف عنه العمل في صمت وهدوء والتفاني في عمله بعيدا عن الأضواء. اشتهر بين تلاميذه بخفة الدم وروح الدعابة، كما كان معروف عنه قدرته على تبسيط المعلومة وربطها بالحياة.
توفي يوم الأحد 25 أغسطس 2013.

## الرسائل
- Enhancement of Solubility and Dissolution Rate of Poorly Water-Soluble Domperidone by the Formulation of Multicomponent Solid Dispersions Using Solvent Evaporation Method Int. J. Pharm. Sci. Rev. Res., March 21, 2013,
- Enhancement of Solubility and Dissolution Rate of Poorly Water-Soluble Domperidone by the Formulation of Multicomponent Solid Dispersions Using Solvent Evaporation Method , March 21, 2013,